# 威爾·查恩
威廉·“威爾”·查恩（英語：William "Will" Champion，1978年7月31日—）是一位英國音樂人。他是酷玩樂隊的鼓手。出生在英格蘭漢普郡南安普敦。酷玩的主唱克里斯·馬丁曾在樂隊剛創建時開除威爾，但很快他就回到樂隊。他也是酷玩樂隊中最早結婚的人。